# 안동MBC 즐거운 오후 2시
박종선, 이정민의 즐거운 오후 2시는 안동MBC 표준FM (AM 1017㎑, 표준FM 100.1㎒)에서 2010년 11월 15일부터 2014년 4월 4일까지 4년간 월요일 ~ 금요일 오후 2시 15분부터 오후 4시까지 방송된 경상북도 북부 지역의 라디오 프로그램이다.

## 코너 소개
박종선, 이정민의 즐거운 오후 2시는 요일별로 다양한 코너로 구성되었다.

### 일일 코너
- 쉬었다가 주막 : 주모와 주막을 지나가는 손님이 다루는 사회풍자 코너.
- 사투리 콩트 퀴즈 : 매일 매일 쓰는 사투리지만 표준어로 번역한다면...어? 뭐더라? 알쏭달쏭 사투리에 대해 알아보고 상품도 받아가세요.
- 이매와 각시의 세상만사 : 어리버리 이매와 호들갑 각시가 보여주는 재미난 우리 지역 이야기

### 월요일
- 별난세상 별난사람(이희준 리포터) : 한 주간 이슈가 됐던 재밌는 세계 뉴스를 이희준 리포터가 정리해 옵니다.
- 도전 퀴즈왕 : 어마어마한 상품권을 걸고 두명의 청취자가 퀴즈 대결을 펼치는 시간
- 시월드에 가면(김오희) : 시월드에서 일어날 수 있는 일들을 알아보는 시간, 현장으로 찾아가서 시어머니, 며느리, 시아버지, 남편 등 많은 사람들의 목소리를 직접 듣고 청취자 의견을 문자로 받아봅니다.

### 화요일
- 그 사람 찾으러 간다(이경민 리포터) : 우리 지역에 명품인물, 동호회를 만날 수 있는 기회. 동네에 소소하고도 재밌는 사람을 우리 발빠른 이경민 리포터가 만나고 옵니다.
- 응답하라 전설(이경민 리포터) : 우리 지역 곳곳에 숨어 있는 전설을 재미난 콩트로 만나보는 시간. 어떤 이야기가 준비되어 있는지 귀 기울여 주세요.
- 나 떴어! 왜 떴어?(김오희) : 세간에서 사랑 받고 있는 것들을 알아보고, 그게 왜 사랑을 받게 됐는지 얘기를 나눠보는 시간입니다.

### 수요일
- 라디오 서유기(정초은 리포터) : 손오공, 삼장법사, 저팔계, 사오정이 새로 쓰는 좌충우돌 라디오 서유기.
- 라디오 인생극장(정초은 리포터) : 인생은 늘 고민과 선택의 기로에 서 있죠. 뜬금없고 당황스러운 상황극에 여러분은 어떤 해결책을 내릴 것인지, 문자로 받아봅니다.
- 즐거운 라디오 장터(강경왕 리포터) : 버리기엔 아깝고, 쓰지는 않는 물건이 있으신가요? 라디오 장터에 내놓으시고 필요한 물건을 받아가세요.

### 목요일
- 디제이 팍의 오늘은 왠지 : 느끼한 디제이 팍과 함께 하는 명쾌한 고민상담소~! 앞뒤 꽉꽉 막힌 고민거리가 있다면 지체하지 말고 디제이 팍에게 상담하세요. 노래와 함께 해결해 드립니다.
- 8090 노래교실(가수 허만성, 강경왕, 박근희 리포터) : 노래는 정말 잘하고 싶은데, 남들이 나더러 음치에 박치라고 한다면, 차차차 노래교실과 함께 하세요. 여러분의 음치박치 탈출을 적극적으로 도와드립니다.

### 금요일
- 팡팡 가요쇼 : 팡팡! 두 명의 가수를 초대해 퀴즈도 풀어보고, 진솔한 얘기와 라이브 무대를 감상할 수 있는 즐거운 시간.

## 같이 보기
- 안동문화방송
- MBC 표준FM
- 두시만세

| 안동MBC 표준FM                           |                                                        |                                         |
| 이전                                     | 박종선, 이정민의 즐거운 오후 2시 (월~금 14:15 ~ 15:00) | 다음                                    |
| MBC 2시의 취재현장 (월~금 14:00 ~ 14:15) | 박종선, 이정민의 즐거운 오후 2시 (월~금 14:15 ~ 15:00) | 안동MBC 15시 뉴스 (월~금 15:00 ~ 15:05) |
|                                          |                                                        |                                         |
| 전국방송                                 | 경상북도 북부 지역 방송                                | 경상북도 북부 지역 방송                 |

| 안동MBC 표준FM                          |                                                        |                                    |
| 이전                                    | 박종선, 이정민의 즐거운 오후 2시 (월~금 15:05 ~ 16:00) | 다음                               |
| 안동MBC 15시 뉴스 (월~금 15:00 ~ 15:05) | 박종선, 이정민의 즐거운 오후 2시 (월~금 15:05 ~ 16:00) | MBC 16시 뉴스 (매일 16:00 ~ 16:05) |
|                                         |                                                        |                                    |
| 경상북도 북부 지역 방송                 | 경상북도 북부 지역 방송                                | 일부 지역 자체 방송                |